# Himno del Atlántico (Colombia)
El himno del Atlántico es la composición musical adoptada como símbolo del departamento colombiano del Atlántico. 

## Historia
En 1976, la Oficina de Extensión Cultural del departamento del Atlántico convocó a un concurso para escoger el himno del departamento. El Comité de Evaluación estuvo integrado por los maestros Manuel Ezequiel De la Hoz, Hans Neumann y Tica Emiliani. La letra escogida es de la autoría de María Delina Álvarez y la partitura la compuesta por Anita Zabaraín Bermúdez. El himno fue interpretado por primera vez por un grupo de profesoras del Colegio de Barranquilla para Señoritas y de la Escuela Normal para Señoritas durante la celebración del aniversario de la creación del departamento el 15 de junio de 1976 en el Teatro de Bellas Artes.
Posteriores arreglos musicales al himno estuvieron a cargo del maestro Eliseo García. Su versión definitiva fue grabada por Alcibiades “Checo” Acosta Agudelo con el acompañamiento musical de la Banda de Músicos de la Escuela Naval de Suboficiales A.R.C Barranquilla, y adoptada mediante el Decreto n.º 00745 del 5 de septiembre de 2002.

## Uso
En los actos oficiales y privados que se cumplan en jurisdicción del departamento del Atlántico.

### Himno
CORO: 

Como una lira inmensa pulsada por el viento 

las voces del Atlántico cantando gloria están 

y el Litoral hermoso frontera de la Patria 

es cuna de hombres libres que aman la libertad. 

I 

Tiene muy alto el Atlántico su meta 

bajo la noble égida de la paz 

y en el ámbito patrio se destaca 

su anhelo de crecer y progresar. 

II 

Por nuestra dicha y fortuna hemos nacido 

bajo este bello esplendente cielo azul 

y Dios puso en nuestras venas, como un vino 

la esperanza de vencer el porvenir. 

III 

Vamos a la conquista del futuro 

con generoso empeño y decisión 

alta la frente y firme la esperanza 

lleno de entusiasmo el corazón. 

IV 

Es el Atlántico tierra sagrada 

donde Dios derramó su bondad 

es su ambiente de sana alegría 

es su gente sencilla y cordial

## Música y letra
- Wikisource contiene el documento histórico Himno del Atlántico .
- Música y letra del himno atlanticense.